# Мисс Вселенная
«Мисс Вселенная» (англ. Miss Universe) — в 2024 году : Ежегодный международный конкурс красоты. Один из самых престижных конкурсов красоты в мире, входит в «Большую четвёрку» наряду с конкурсами «Мисс мира», «Мисс Интернешнл» и «Мисс Земля».
Включён в «Большой шлем» от сайта «Глобальная красота» вместе с «Мисс мира», «Мисс Интернешнл», «Мисс Гранд Интернешнл» и «Мисс Супранешнл».
Штаб-квартира располагается в Нью-Йорке, США. С 1996 по 2015 год принадлежал Дональду Трампу, который после скандала с мексиканскими эмигрантами продал конкурс голливудскому импресарио Ари Эмануэлю.
Конкурс был впервые показан по американскому национальному телевидению в 1955 году. В 1960 году шоу сменило местоположение с Калифорнии на Флориду. До 1971 года конкурс проходил на территории США, а с 1972 года — каждый год в новой стране.
Россия участвует в конкурсе с 1994 года. В начале XXI века к конкурсу присоединились Китай (2002), Албания (2002), Вьетнам (2004), Грузия (2004), Эфиопия (2004), Латвия (2005), Казахстан (2006) и Танзания (2007).
С 16 ноября 2024 года титул Мисс Вселенная носит представительница Дании Виктория Кьяер Тейлвиг.

## История

### 1950-е — 1960-е года
После победы в конкурсе «Мисс Америка» 1951 года Иоланда Бетбезе отказалась позировать в купальниках Catalina, производившихся компанией Pacific Mills, которая была крупным спонсором конкурса. Из-за этого в 1952 году компания вышла из участия в «Мисс Америке» и организовала альтернативный национальный конкурс «Мисс США», а также международный конкурс «Мисс Вселенная».
Спонсором выступили американская авиакомпания Pan Am и киностудия Universal. Конкурс «Мисс Вселенная» впервые был проведен 28 июня 1952 года в Лонг-Бич, штат Калифорния. В начале своего существования он предназначался для продвижения пляжной моды: в течение месяца претендентки рекламировали пляжную продукцию.
Поскольку конкурс был совмещён с национальный титул «Мисс США», пока кандидатки из различных штатов и городов США боролись за национальный титул «Мисс США», который давал возможность для участия в международном смотре красавиц «Мисс Вселенная», конкурсантки из других стран мира проживали с участницами американского конкурса в течение нескольких дней до финала «Мисс США» включительно.

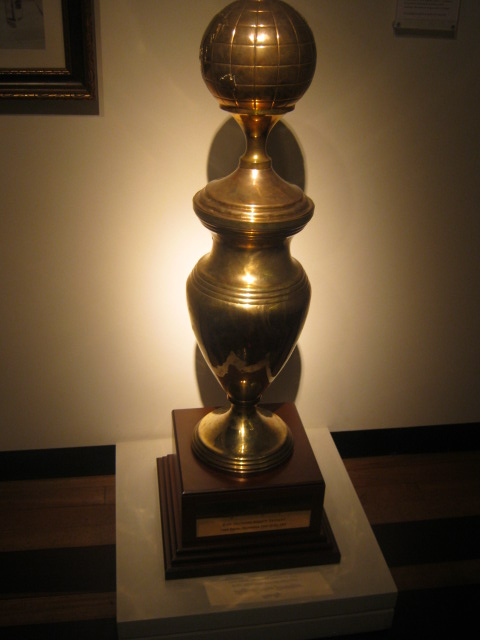
Трофей победительницы
«Мисс Вселенная 1958»

Первой обладательницей звания Мисс Вселенная стала 17-летняя Арми Куусела из Финляндии. Она была коронована венчальной тиарой династии Романовых. В конкурсе принимали участие девушки из 30 стран.
До 1957 года регламент конкурса не запрещал участия женщин, связанных узами брака и имеющих детей. Победительница 1952 года Арми Куусела вышла замуж, будучи правящей королевой красоты, и официально не была лишена своего титула. Единственное строгое правило касалось возрастного ценза. Конкурсантка не должна быть моложе 17 и старше 24 лет.
Бессменным ведущим финальной церемонии на протяжении десяти лет был американский тележурналист и ведущий новостей на телеканале CBS Джон Чарльз Дели.
В 1950-х было две победительницы из США, три — из Европы, одна — из Азии и две — из Южной Америки.
По телевидению конкурс «Мисс Вселенная» впервые был показан в 1955 году по телеканалу CBS. В 1960 году шоу сменило местоположение с Калифорнии на Флориду.
В 1960 году конкурс был куплен телеканалом CBS. Новые владельцы поменяли место проведения и на 11 лет конкурс «Мисс Вселенная» переехал в Майами-Бич (Флорида). Тогда же была создана «Организация Мисс Вселенная» (англ. Miss Universe Organization), соединившая в себе конкурсы «Мисс США» и «Мисс Вселенная». Переезд конкурса был негативно оценён органами власти Лонг-Бича и его жителями из-за финансовых потерь. В результате в 1960 году городской совет Лонг-Бича создал новый конкурс, «Международный конгресс красоты» (англ. International Beauty Congress), позднее «Мисс интернешнл».
В 1960-х формат конкурса подвергся изменениям: количество итоговых мест сократилось вдвое, для борьбы за попадание в пятёрку жюри отбирало 15 кандидаток. Были введены номинации «Мисс конгениальность», «Мисс фотогеничность» и «Лучший национальный костюм».
С 1966 года на протяжении 21 года ведущим финальной церемонии являлся американский журналист и актёр Боб Баркер.

### 1970-е — 1980-е года
В 1972 году конкурс «Мисс Вселенная» впервые был проведён за пределами США. Принимающей страной стало островное государство Пуэрто-Рико. С 1972 года конкурс проходил каждый год в новой стране.
В 1974 году победительницу из Испании Ампаро Муньос лишили короны за то, что до окончания годичного срока, она нарушила условия контракта, отказавшись от поездки в Японию.
В 1977 году конкурс впервые выиграла чернокожая претендентка — Жанель Коммиссионг из Тринидада и Тобаго.
В 1978 году с появлением персональных компьютеров формат конкурса вновь подвергся изменениям. Начиная с 1970-х годов жюри оценивало конкурсанток через специально созданные электронные терминалы для ускорения процесса отбора. Состав жюри через систему рейтинга выставляли баллы за конкурс выход в купальниках и вечерних платьях. Рейтинг отображался на экранах с уже выставленным коллегией жюри средним баллом. Число мест в полуфинале состояло из топ-12.
Несмотря на растущую популярность, в 1980-е годы конкурс столкнулся с кризисом. Из-за продолжительного подготовительного этапа в месяц конкурс стал считаться затянутым. Ситуация отразилось на аудитории и было принято решение сократить подготовку к финалу на 3 недели. Также конкурс страдал от низкого количества конкурсанток. В конкурсах 1987 и 1988 года число участниц не достигло даже 70.
В 1983 году корпорацией Miss Universe Organization был создан конкурс красоты для девушек подростков Юная мисс США (англ. Miss Teen USA).
В 1987 году изменился сезон проведения конкурса, летний период сменился весной.

### 1990-е — 2000-е года
В 1990-е годы произошли самые главные изменения в жизни конкурса. Политика Перестройки советской власти открыла возможность для кандидаток из СССР и стран всего постсоветского пространства. Ценности новой эпохи повлияли и на стандарты красоты конкурса «Мисс Вселенная». Претендентки на это звание должны были продемонстрировать широкий культурный кругозор, смекалку, чувство юмора и хорошие манеры. Теперь помимо демонстрации физической красоты участницы проходили несколько этапов собеседования с жюри. Топ-5 сократился до топ−3 и появился предварительный этап (англ. Preliminary Competition), в котором один состав жюри отбирает полуфиналисток для финала. Предварительный этап, как правило, проводится за неделю до финала. Другим немаловажным моментом стал отказ компании по производству купальников Catalina’s спонсировать конкурс в 1994 году.

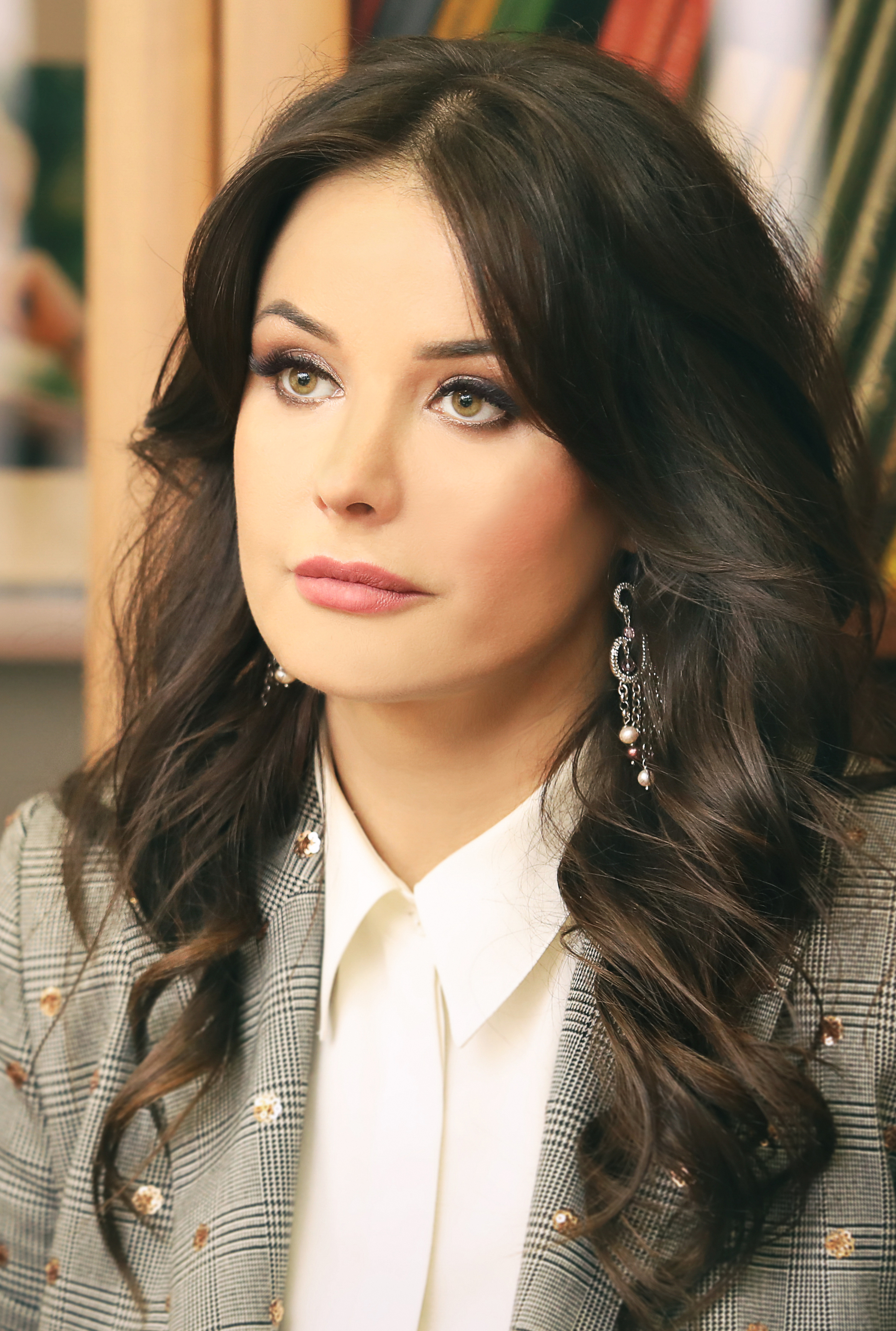
Оксана Фёдорова
Мисс Вселенная 2002

Начиная с 1990-х годов был изменён возрастной ценз. Теперь принять участие в конкурсе могли девушки от 18 до 27 лет.
В конце 1995 года конкурс оказался на грани банкротства из-за потери спонсоров. Ситуация кардинально поменялась к 96-му году, когда конкурс был выкуплен американским миллиардером Дональдом Трампом и переместился в Нью-Йорк. Во главе организации встала американский продюсер Пола Шугарт. Победительница конкурса после получения титула целый год участвует в рекламных акциях и является послом в борьбе с ВИЧ и раком груди, посещая с этой проблемой ряд других стран.
В первые годы XXI века концепция формата снова претерпела изменения. Получившая популярность в 1990-е годы сфера модельного бизнеса стала одним из важных факторов в выборе победительницы. Произошёл возврат к топ−5 итоговых мест в финале.
В мае 2002 года в Пуэрто-Рико впервые в истории победительницей стала россиянка Оксана Федорова. В сентябре 2002 года Федорова была лишена титула за несоблюдение контракта. Оксана вернулась обратно в Санкт-Петербург, чтобы защитить диссертацию и продолжить обучение в адъюнктуре. Её имя было удалено из реестра победительниц и титул Мисс Вселенная перешёл к первой вице-мисс Жюстин Пасек из Панамы.
В первой половине 2000-х годов было принято решение снова проводить конкурс в летний период.
В 2003 году телеканал NBC выкупил у CBS права на трансляцию и через некоторое время к телевещанию финала конкурса в прямом эфире присоединился испаноязычный телеканал Telemundo.
С 1996 года Организация Мисс Вселенная стала самостоятельным брендом с личным фондом в несколько миллиардов долларов США.

### 2010-е года
В 2011 году появились нововведения для отбора. Путем онлайн-голосования телезрители могли выбирать одну конкурсантку для дальнейшего её прохождения в полуфинал. Таким образом стал отбираться топ-16 полуфиналисток.
В 2015 году конкурс скоропалительно поменял владельца. В июне того же года баллотирующийся на пост президента США Дональд Трамп высказался за ужесточение миграционной политики в отношении Латинской Америки. Подобные речи вызвали общественное осуждение и разрыв некоторых деловых связей, в том числе и с конкурсом «Мисс Вселенная». От участия отказались Мексика и Панама. Обладательница титула Мисс Вселенная 1996 уроженка Венесуэлы Алисия Мачадо обвинила Трампа в грубом поведении и оскорблениях.

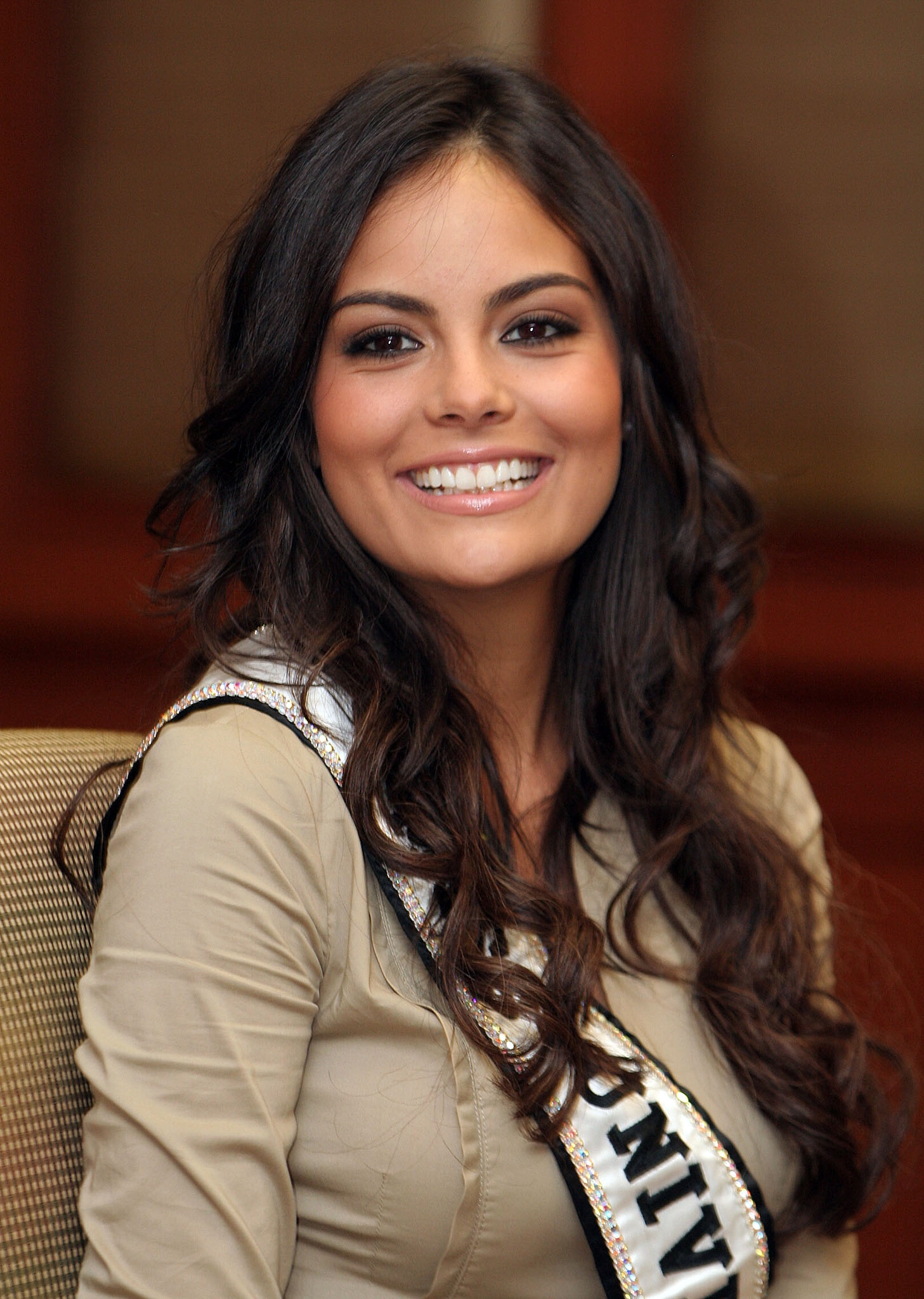
Химена Наваррете
Мисс Вселенная 2010

Бойкот миллиардеру объявили также крупнейший мексиканский медиахолдинг Grupo Televisa и самая большая испаноязычная телесеть США Univisión. Отказался от ежегодного вещания конкурса и NBC, который владел половиной пакета акций Miss Universe Organization.
В сентябре Трамп выкупил все акции и стал единоличным владельцем конкурса, а затем продал компанию буквально за несколько дней продюсерскому агентству WME/IMG.
Когда я купил эти конкурсы много лет назад, они были не в лучшем состоянии. Для меня было честью привести их к такому успеху. Сейчас они в хороших руках замечательной компании, которая сделает их еще более процветающими— Дональд Трамп
После победы Трампа на выборах президента США владелец медиахолдинга WME/IMG Ари Эмануэль признался, что в период президентской кампании к нему обращались персоналии из демократической партии с целью вскрыть архивы конкурса «Мисс Вселенная», что Эмануэль сделать отказался.
20 декабря 2015 года во время финальной церемонии телеведущий конкурса американский комик Стив Харви при объявлении победительницы перепутал призовые места и назвал победительницей конкурсантку из Колумбии Ариадну Гуттьерез. Когда Ариадна уже приняла корону из рук прошлогодней победительницы Паулины Веги, ведущий вернулся на сцену и сообщил о своей ошибке. В итоге победительницей стала Пиа Алонсо Вуртцбах из Филиппин. Позже Стив Харви оставил сообщение с извинениями на своей странице в Twitter.
В ноябре 2018 года впервые в истории в конкурсе приняла участие трансгендерная девушка.

## Основной конкурс
Участницы конкурса «Мисс Вселенная», как правило, отбираются на национальных конкурсах красоты стран-участниц. Однако это не всегда так. Участница конкурса 2004 года от Австралии Дженнифер Хоукинс была просто отобрана модельным агентством, а национальный австралийский конкурс не проводился, так как считался устаревшим. Минимальный возраст участницы «Мисс Вселенная» должен составлять 18 лет.

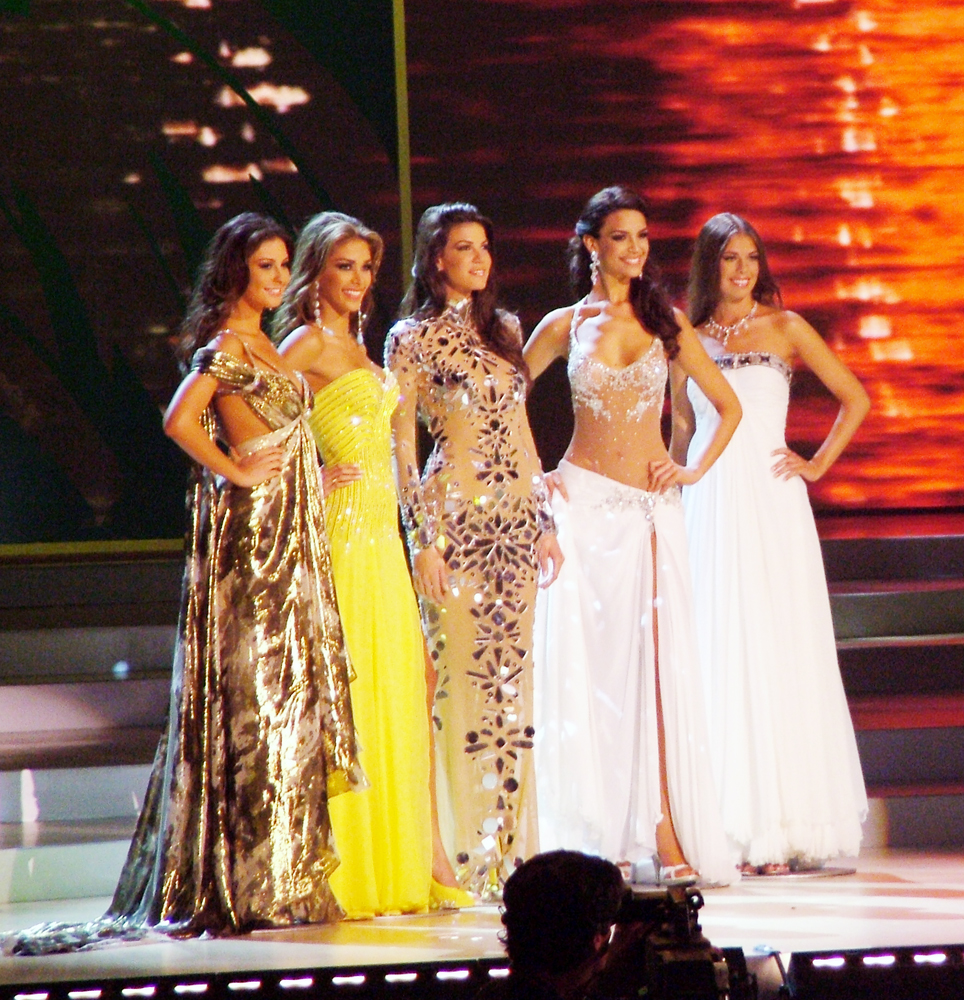
Топ — 5 Мисс Вселенная 2008 (слева направо: Колумбия, Венесуэла, Доминиканская республика, Мексика, Россия)

Конкурс проводится в течение двух недель зимой очередного или текущего года. В 1970—1990-х годах конкурс продолжался месяц, но затем его продолжительность была сокращена.
Конкурсантки участвуют в фотосессиях, посещают различные мероприятия. Главными этапами считаются предварительное соревнование (англ. Preliminary Competition) и интервью с членами жюри. На момент подготовки к конкурсу участницам конкурса запрещается не только выходить замуж, но и состоять в гражданском браке. Конкурсантки не должны иметь судимости, проблем с полицией или фотосессий в стиле «ню». Более того, победительница состязания не имеет права ещё целый год заводить серьёзные отношения с мужчинами. За сокрытие информации от организаторов, а также несоблюдение установленных правил, участницы подвергаются штрафным санкциям.
Победительница получает контракт сроком на один год и большой призовой пакет, в который входит 250 000 долларов, ежемесячная зарплата в размере 3000—5000 долларов, услуги стилистов, гардероб, двухлетнее обучение на актёрских курсах в New York Film Academy с выплачиваемой стипендией. Мисс Вселенная целый год проживает в элитном районе Нью-Йорка в апартаментах, выделенных ей организацией конкурса. Победительница становится гостьей светских раутов Америки, ездит по миру с благотворительной деятельностью и посещает в качестве жюри национальные конкурсы красоты.

## Корона
Корона для «Мисс Вселенная» менялась 9 раз в течение 65-летней истории конкурса.
Первый венец, императорская венчальная корона Романовых, ранее принадлежала Российской империи. Её использовали при награждении Арми Куусела из Финляндии, ставшей первой Мисс Вселенная в 1952 году. Считается, что корона была инкрустирована примерно 1535 бриллиантами и была застрахована на $ 500 000.
В следующем году императорскую корону заменили на бронзовую корону. Кристиан Мартель из Франции, ставшая Мисс Вселенная 1953 была единственной победительницей, когда-либо носившей эту корону. Это, пожалуй, была самая необычная из всех тиар, потому что имела очень прочную конструкцию и не была инкрустирована кристаллами или камнями.
С 1954 по 1960 год победительницы получали корону, которая именовалась Звездой Вселенной. Она была изготовлена из золота и платины, инкрустирована 1000 белыми и черными жемчужинами. Её стоимость превышала $ 500.000.
В 1961 году Комитет «Мисс Вселенная» решил сделать особую корону в честь 10-летия конкурса. Для её изготовления использовали горный хрусталь. Носили эту корону победительницы 1961 и 1962 годов Марлен Шмидт из Германии и Норма Нолан из Аргентины.
В 1963 году была представлена самая долгосрочная корона «Мисс Вселенная» — проект известного американского ювелирного дома Sarah Coventry. Йеда Мария Варгас из Бразилии, Мисс Вселенная 1963 первая лауреатка конкурса, награжденная короной этого ювелирного бренда. Последней победительницей, получившей корону Sarah Coventry, являлась Мисс Вселенная 2001 Дениз Киньонес из Пуэрто-Рико. Многие поклонники конкурса были очень расстроены, узнав о том, что столь любимая корона будет заменена. Она представляла собой конструкцию из тонких волнистых орнаментов по бокам, массивным ободом и обрамленная по центру официальной эмблемой конкурса. Эта корона перетерпела несколько незначительных изменений во время использования.
В период с 2002 по 2007 год победительниц награждали короной, спроектированной японским ювелирным домом Mikimoto. Венец под официальным названием «Phoenix» представляла собой хвост феникса, символизирующий статус, власть и красоту. Корона инкрустирована 500 бриллиантами весом 30 карат (6,0 г) и 120 жемчужинами южных морей диаметром от 3 до 18 мм, она была оценена в $ 250.000. По истечении года победительнице вручали тиару, которая имела схожий дизайн с короной, но была меньше по размерам. Хотя дизайн короны был довольно удачным, сторонники конкурса успели предположить, что она приносит неудачу. Через несколько месяцев после коронации Оксаны Федоровой в 2002 году победительницу лишили титула.
Мисс Вселенная 2008, Дайана Мендоса из Венесуэлы, стала единственной победительницей, когда-либо носившей корону, разработанную вьетнамской ювелирной компанией CAO Fine Jewelry. Она была оценена в $ 120.000, и изготовлена из 18-каратного белого и жёлтого золота, инкрустирована более 1000 драгоценных камней, в их числе 555 белыми бриллиантами (в общей сложности 30 карат), 375 коньячными бриллиантами (14 карат), 10 кристаллов дымчатого кварца (20 карат) и 19 морганитов (60 карат). Эта корона была частью годового контракта и, несмотря на стоимость, стала самой провальной тиарой в истории конкурса. В 2009 году Дайана Мендоса перестала использовать её в своих выступлениях, вернувшись к короне Микимото.
Мисс Вселенная 2009 Стефания Фернандес из Венесуэлы первой получила тиару, называемую «Короной мира» и изготовленную ювелирным домом Diamond Nexus Labs. Её также называли «экокороной», так как все драгоценные камни являлись экологически чистыми. В 2008 году на официальном сайте конкурса было открыто голосование, где поклонникам путем онлайн-голосования давали возможность выбрать новую корону для победительницы. Diamond Nexus Labs представила три изготовленные тиары под названиями Мир (Peace), Единство (Unity) и Надежда (Hope). Дизайн, выбранный зрителями, и увенчал в дальнейшем голову Фернандес. Через год Мисс Вселенная 2010 Химена Наваррете из Мексики была награждена переработанной короной, с убранными с неё верхними арками для большего комфорта при ношении. Она изготовлена из платины и золота общим весом 416.09 карат, инкрустированная 1,371 бриллиантами и рубинами. Рубины символизировали осведомленность о проблеме ВИЧ / СПИДа. Вес — 544 г. Последней эту корону надела Габриэла Ислер из Венесуэлы. Таким образом, «Корона мира» использовалась с 2009 по 2013 годы.

Нынешняя корона конкурса «Мисс Вселенная» была изготовлена чешской ювелирной компанией Diamond International Corporation (DIC) экспертом по созданию украшений из чешских кристаллов. Она оценивается в $ 300.000. Дизайн короны отражает Манхэттен, где находится штаб-квартира конкурса. «Корона символизирует красоту, стабильность, уверенность в себе и силу женщин во всем мире», — так заявила организация. Вес — 411 г. В её состав входит белое золото весом в 18 карат, 198 маленьких сапфиров. Конструкция полностью состоит из богемского кристалла инкрустированного 311 бриллиантами. Первой корону надела Паулина Вега из Колумбии в 2014 году. В марте 2017 года на финале конкурса «Мисс Индонезия» победительница 2016 года Ирис Миттенар из Франции появилась в короне компании Diamond Nexus Labs. Позже от продюсера конкурса стало известно, что организация «Мисс Вселенная» подает в суд на чешскую ювелирную компанию за нарушение контракта. Иск на сумму 2,04 миллиона долларов контрактных платежей и неуказанные убытки за нарушение спонсорского договора, который должен был работать с 2015 до 2024 года. 

### Победительницы в XX веке
| Год      | Место проведения         | Мисс Вселенная     | Страна   |
| -------- | ------------------------ | ------------------ | -------- |
| 1926     | Галвестон, Техас, США    | Кетрин Мойлан      | США      |
| 1927     | Галвестон, Техас, США    | Дороти Бриттон     | США      |
| 1928     | Галвестон, Техас, США    | Элла Ван Хьюсон    | США      |
| 1929     | Галвестон, Техас, США    | Лизл Гольдарбайтер | Австрия  |
| 1930 (1) | Галвестон, Техас, США    | Дороти Дел Гофф    | США      |
| 1930 (2) | Рио де Жанейро, Бразилия | Йоланда Перьера    | Бразилия |
| 1931     | Галвестон, Техас, США    | Анетт Дюшати       | Бельгия  |
| 1932     | Спа, Льеж, Бельгия       | Кериман Халис Эдже | Турция   |
| 1935     | Брюссель, Бельгия        | Шарлотта Вассеф    | Египет   |

### Победительницы в XXI веке
| Год  | Фото  | Мисс Вселенная                  | Национальный титул                      | Страна-победитель конкурса | Место проведения конкурса |
| ---- | ----- | ------------------------------- | --------------------------------------- | -------------------------- | ------------------------- |
| 2024 |       | Виктория Кьер Тейлвиг           | Мисс Вселенная Дания                    | Дания                      | Мексика                   |
| 2023 |       | Шейннис Паласиос                | Мисс Никарагуа                          | Никарагуа                  | Сальвадор                 |
| 2022 |       | Р’Бонни Габриэль                | Мисс США                                | США                        | США                       |
| 2021 | thump | Харнааз Сандху                  | Мисс Дива — Вселенная                   | Индия                      | Израиль                   |
| 2020 | thump | Андреа Меса                     | Мисс Вселенная Мексика                  | Мексика                    | США                       |
| 2019 | thump | Зозибини Тунзи                  | Мисс Южная Африка                       | ЮАР                        | США                       |
| 2018 | thump | Катриона Грей                   | Мисс Филиппины                          | Филиппины                  | Таиланд                   |
| 2017 | thump | Деми-Лей Нель-Петерс            | Мисс Южная Африка                       | ЮАР                        | Лас-Вегас                 |
| 2016 | thump | Ирис Миттенар                   | Мисс Франция                            | Франция                    | Манила                    |
| 2015 | thump | Пиа Алонсо Вуртцбах             | Мисс Филиппины                          | Филиппины                  | Лас-Вегас                 |
| 2014 | thump | Паулина Вега                    | Сеньорита Колумбия                      | Колумбия                   | Майами                    |
| 2013 |       | Мария Габриэла Ислер            | Мисс Венесуэла                          | Венесуэла                  | Москва                    |
| 2012 |       | Оливия Калпо                    | Мисс США                                | США                        | Лас-Вегас                 |
| 2011 |       | Лейла Лопес                     | Мисс Ангола                             | Ангола                     | Сан-Пауло                 |
| 2010 |       | Химена Наваррете                | Наша мексиканская красавица             | Мексика                    | Лас-Вегас                 |
| 2009 |       | Стефания Фернандес              | Мисс Венесуэла                          | Венесуэла                  | Нассау                    |
| 2008 |       | Дайана Мендоса                  | Мисс Венесуэла                          | Венесуэла                  | Нячанг                    |
| 2007 |       | Риё Мори                        | Мисс Вселенная Япония                   | Япония                     | Мехико                    |
| 2006 |       | Сулейка Ривера                  | Мисс Вселенная Пуэрто-Рико              | Пуэрто-Рико                | Лос-Анджелес              |
| 2005 |       | Наталья Глебова                 | Мисс Вселенная Канада                   | Канада                     | Бангкок                   |
| 2004 |       | Дженнифер Хоукинс               | Мисс Вселенная Австралия                | Австралия                  | Кито                      |
| 2003 |       | Амелия Вега                     | Мисс Вселенная Доминиканская Республика | Доминиканская республика   | Панама                    |
| 2002 |       | Оксана Фёдорова (лишена титула) | Мисс Россия                             | Россия                     | Сан-Хуан                  |
| 2002 |       | Хустина Пасек                   | Мисс Панама                             | Панама                     | Сан-Хуан                  |
| 2001 |       | Дениз Киньонес                  | Мисс Вселенная Пуэрто-Рико              | Пуэрто-Рико                | Байамон                   |

Страны, чьи представительницы побеждали 3 и более раза
| Страна      | Количество | Годы                                                 |
| ----------- | ---------- | ---------------------------------------------------- |
| США         | 9          | 1954, 1956, 1960, 1967, 1980, 1995, 1997, 2012, 2022 |
| Венесуэла   | 7          | 1979, 1981, 1986, 1996, 2008, 2009, 2013             |
| Пуэрто-Рико | 5          | 1970, 1985, 1993, 2001, 2006                         |
| Филиппины   | 4          | 1969, 1973, 2015, 2018                               |
| Индия       | 3          | 1994, 2001, 2021                                     |
| Мексика     | 3          | 1991, 2010, 2020                                     |
| ЮАР         | 3          | 1978, 2017, 2019                                     |
| Швеция      | 3          | 1955, 1966, 1984                                     |

## Галерея победительниц

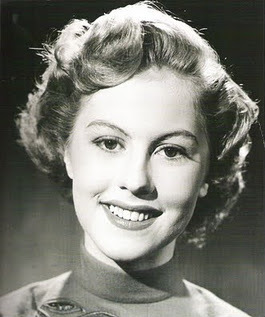
Мисс Вселенная 1952 Арми Куусела, Финляндия
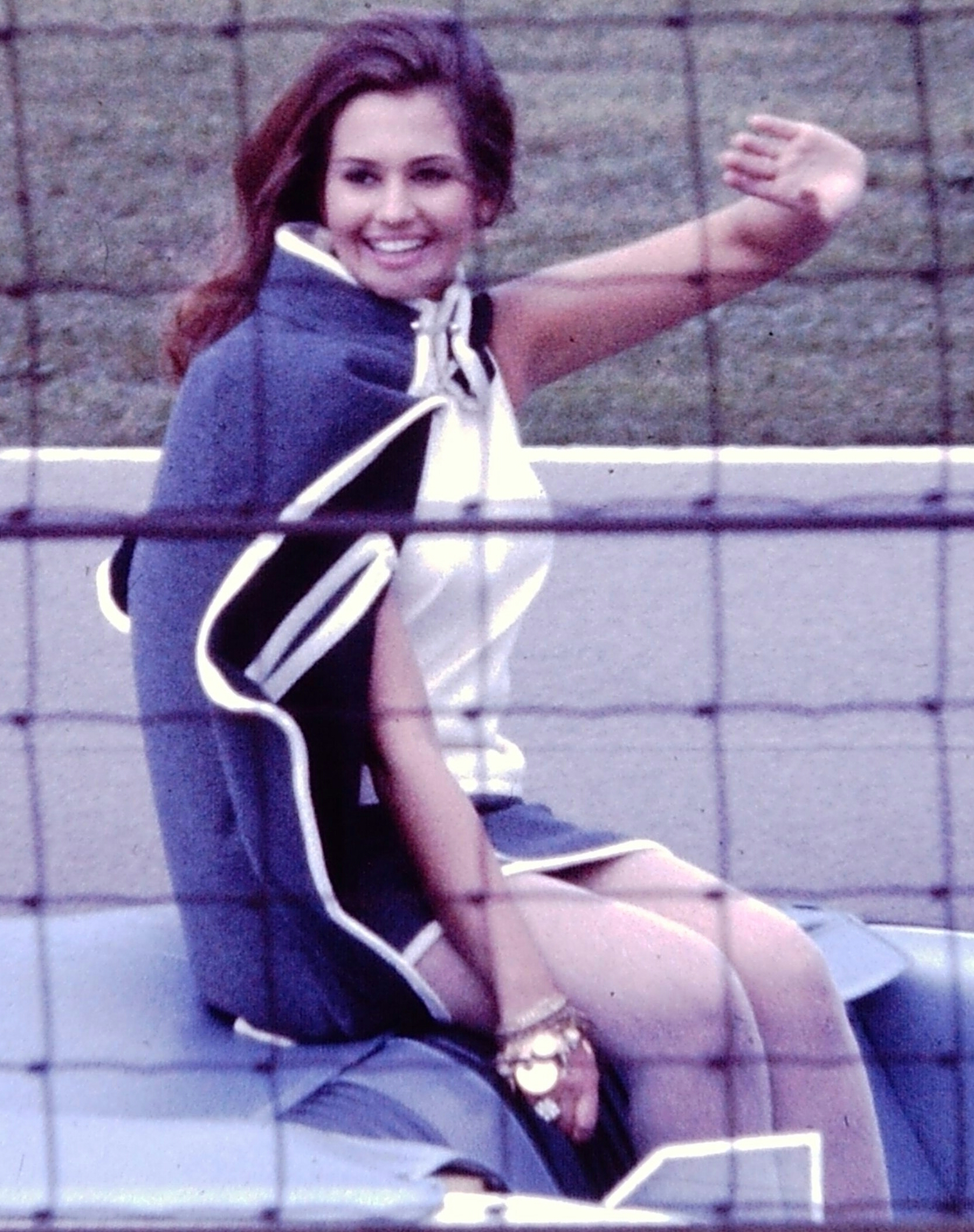
Мисс Вселенная 1967 Сильвия Хичкок, США
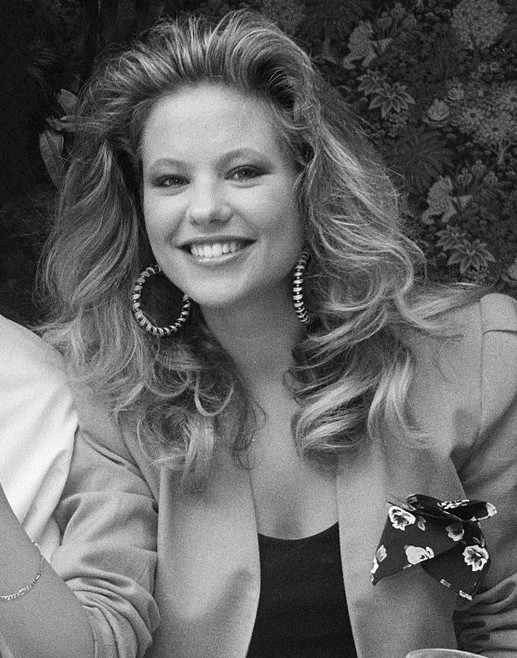
Мисс Вселенная 1989 Ангела Виссер, Нидерланды
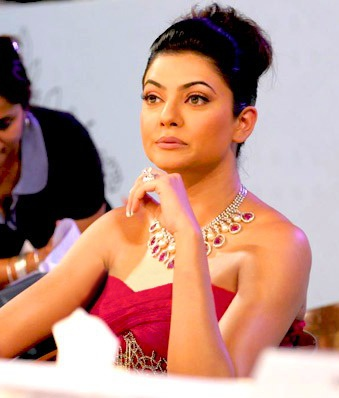
Мисс Вселенная 1994 Сушмита Сен, Индия
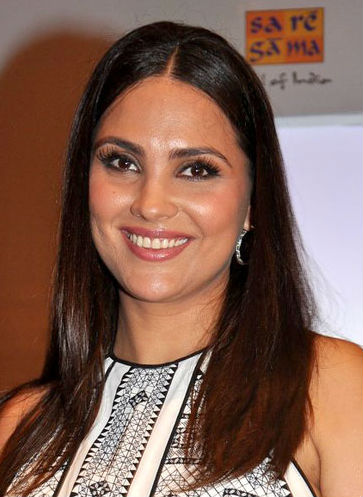
Мисс Вселенная 2000 Лара Датта, Индия
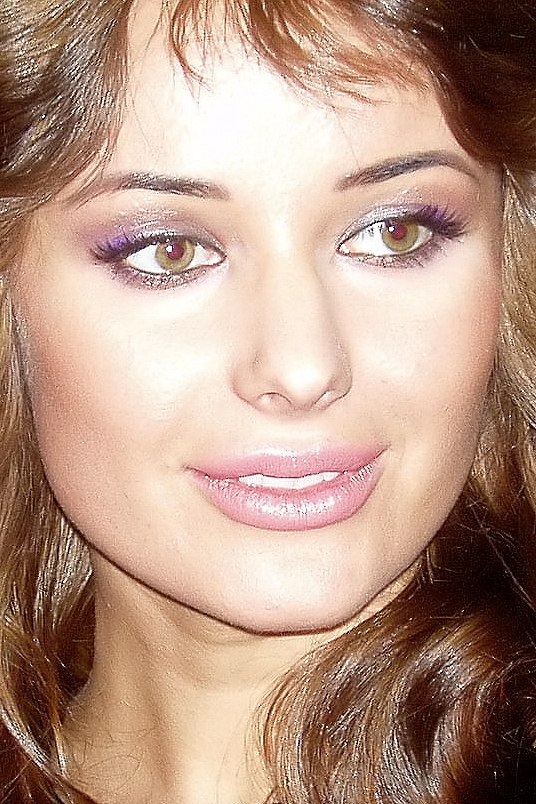
Мисс Вселенная 2002 Оксана Федорова, Россия
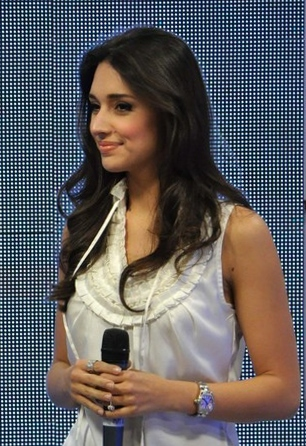
Мисс Вселенная 2003 Амелия Вега, Доминиканская Республика
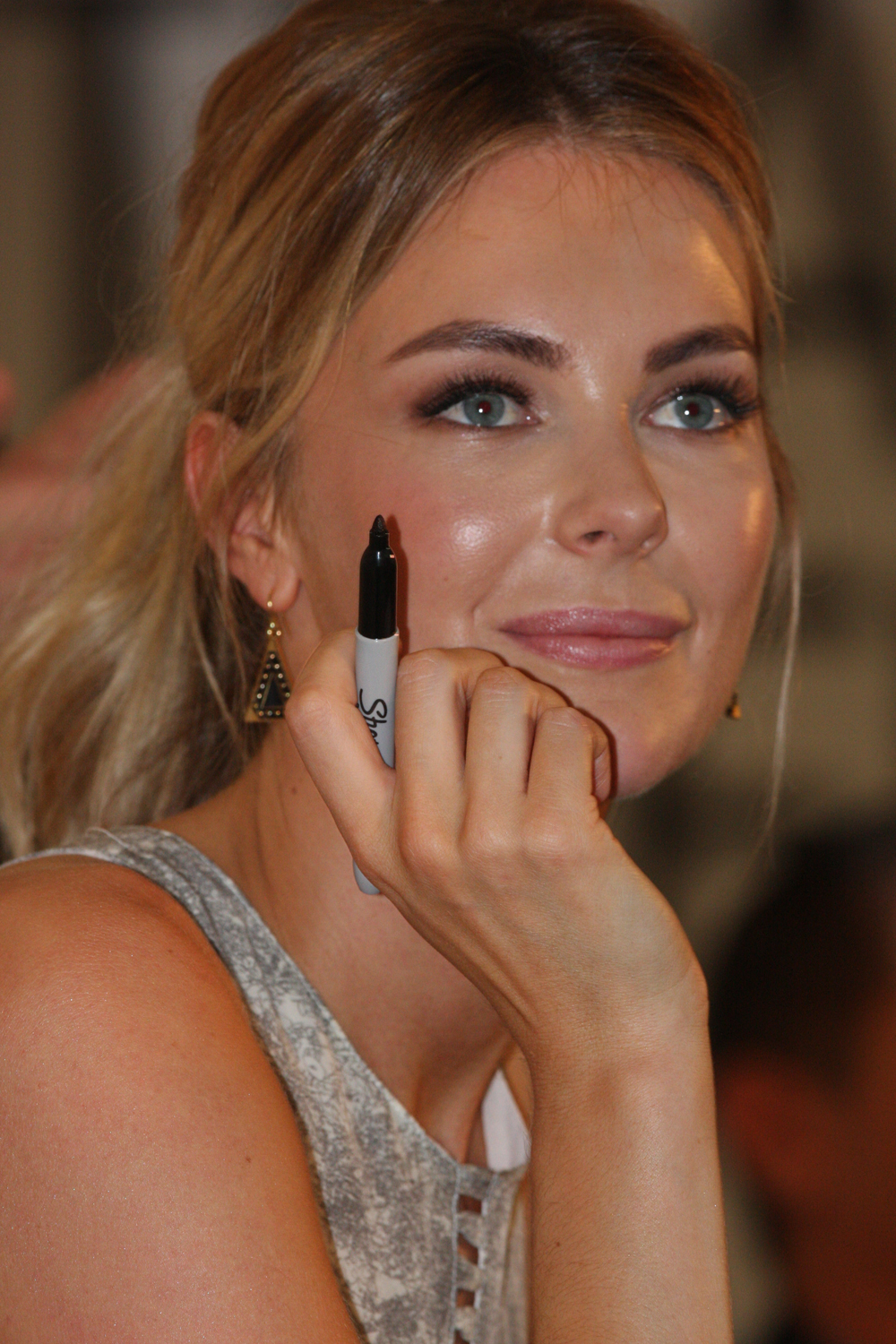
Мисс Вселенная 2004 Дженнифер Хоукинс, Австралия
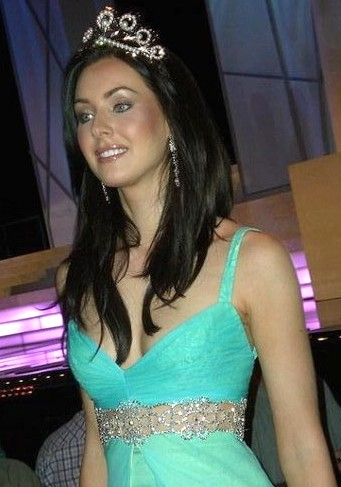
Мисс Вселенная 2005 Наталья Глебова, Канада
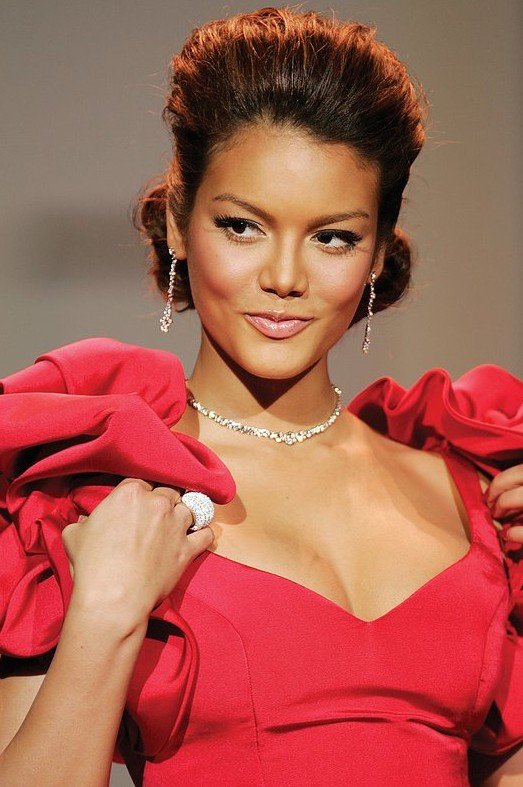
Мисс Вселенная 2006 Сулейка Ривера, Пуэрто-Рико
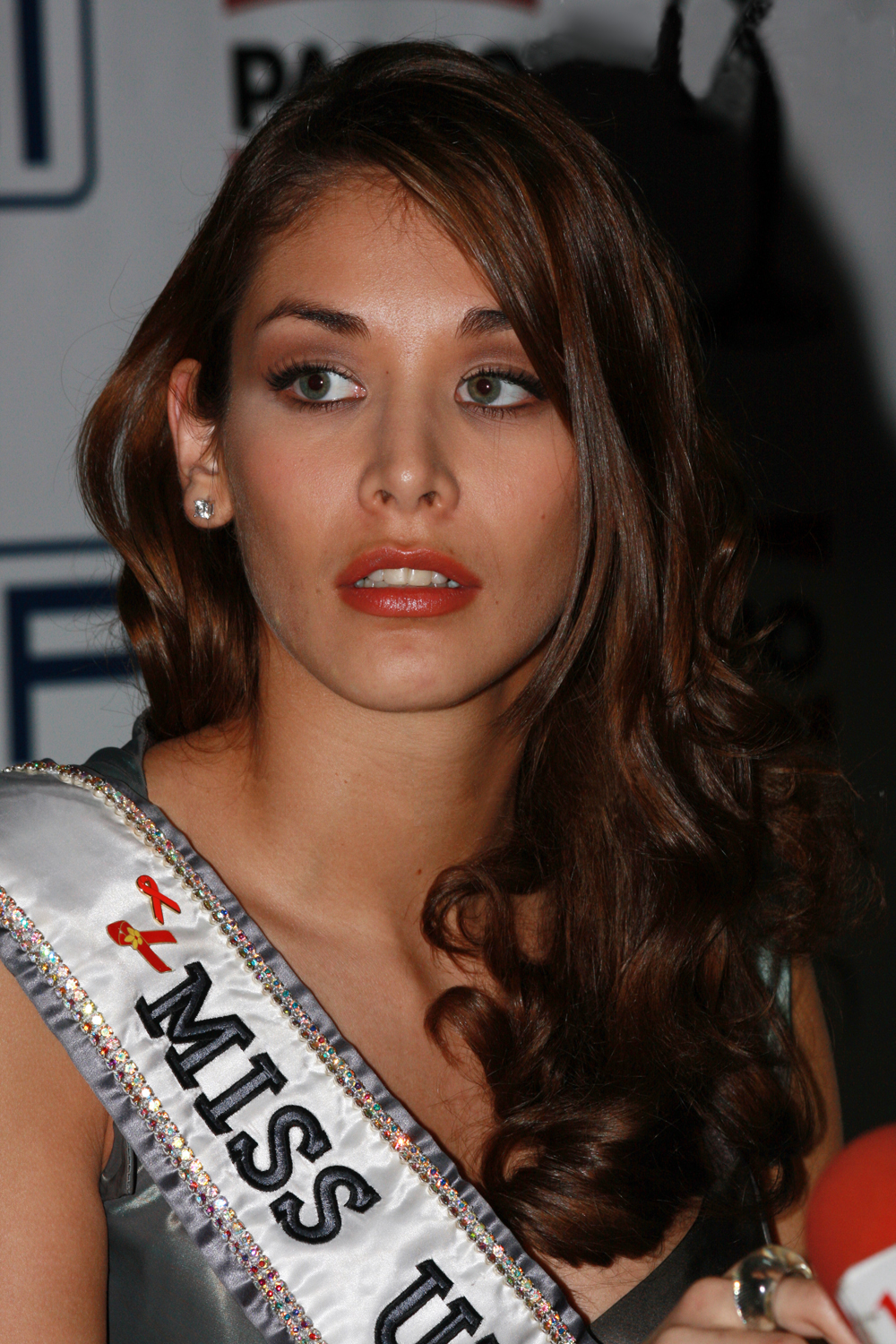
Мисс Вселенная 2008 Дайана Мендоса, Венесуэла
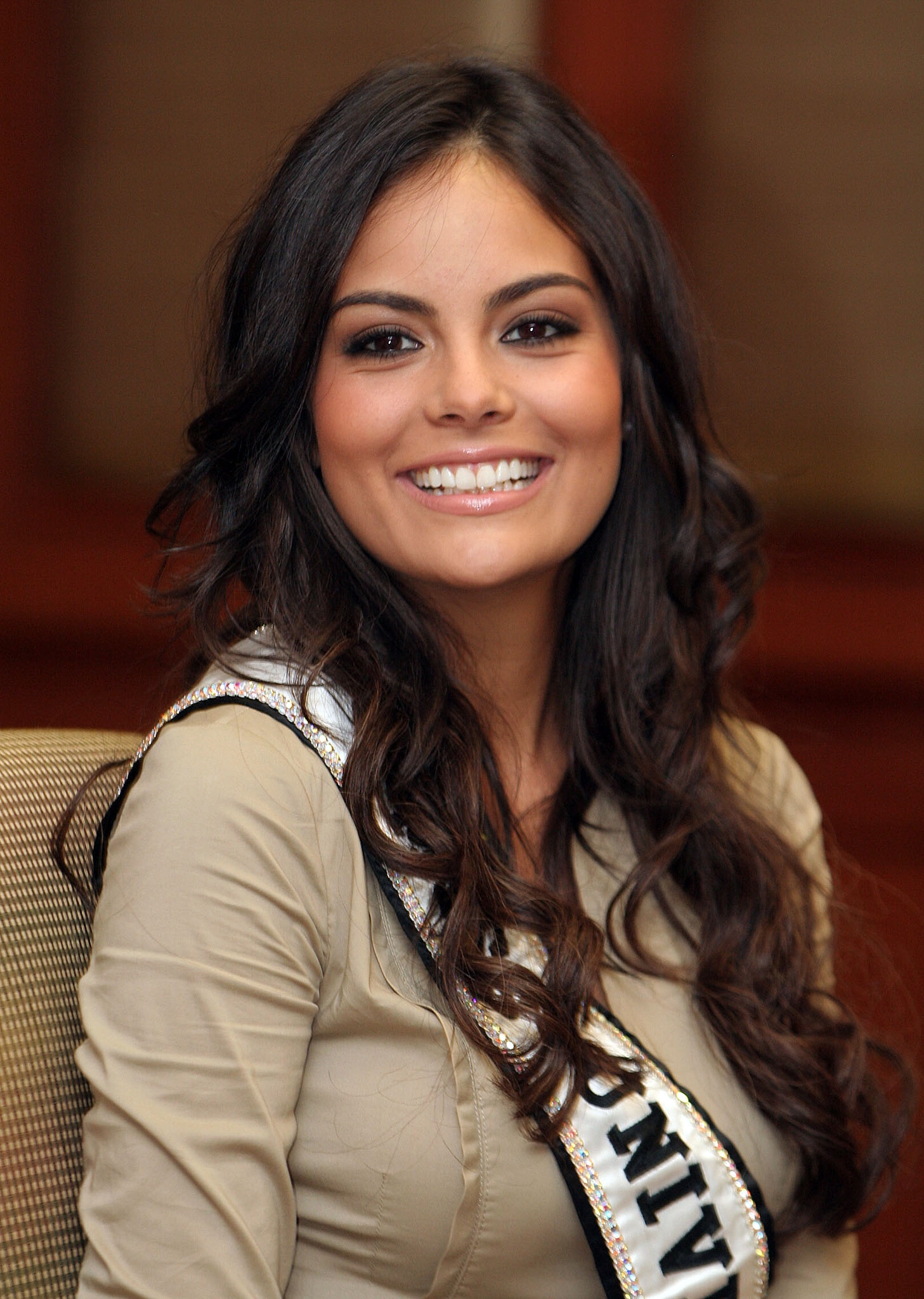
Мисс Вселенная 2010 Химена Наваррете, Мексика
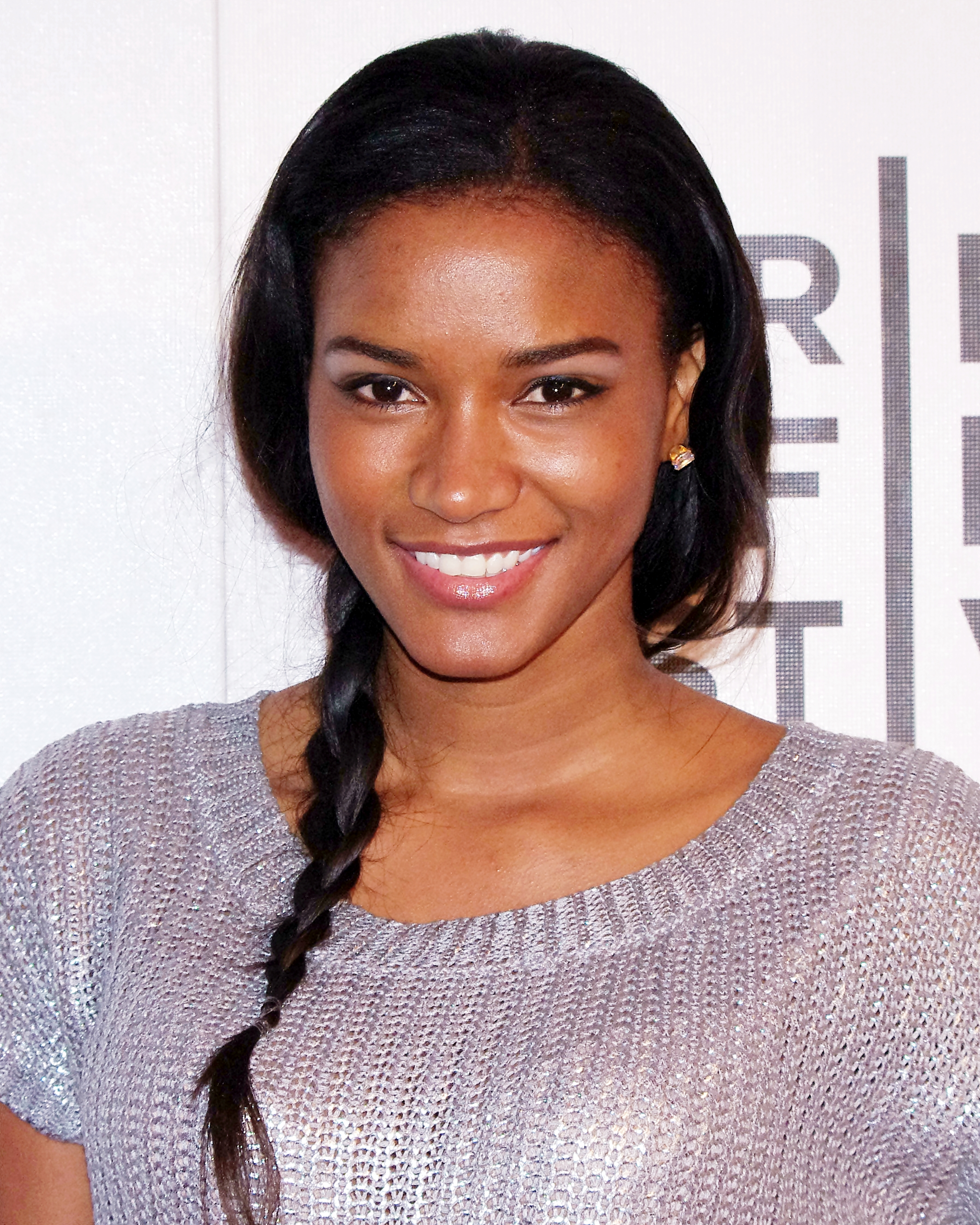
Мисс Вселенная 2011 Лейла Лопес, Ангола
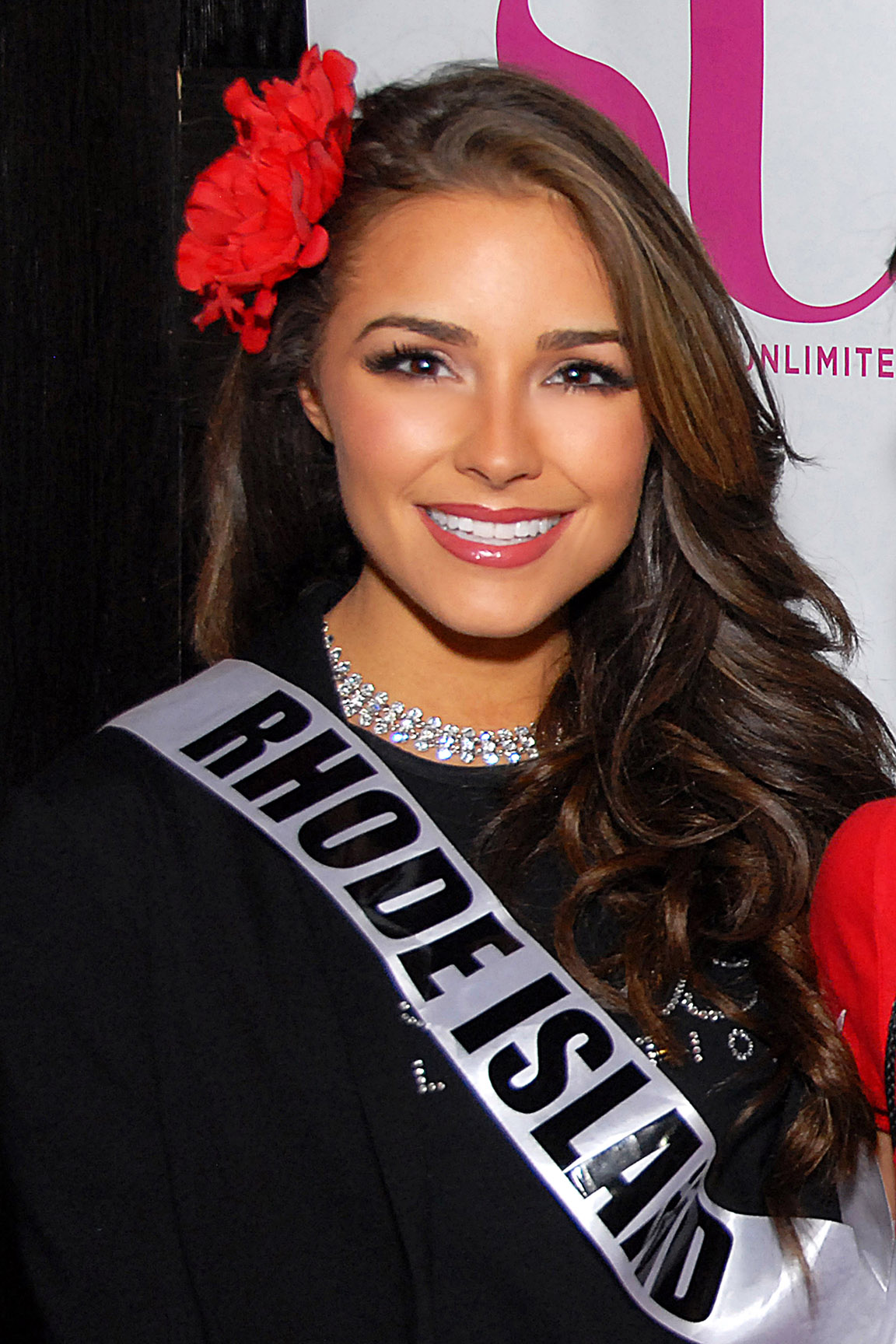
Мисс Вселенная 2012 Оливия Калпо, США
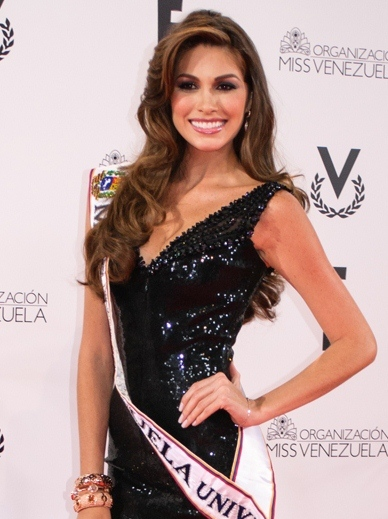
Мисс Вселенная 2013 Габриэла Ислер, Венесуэла
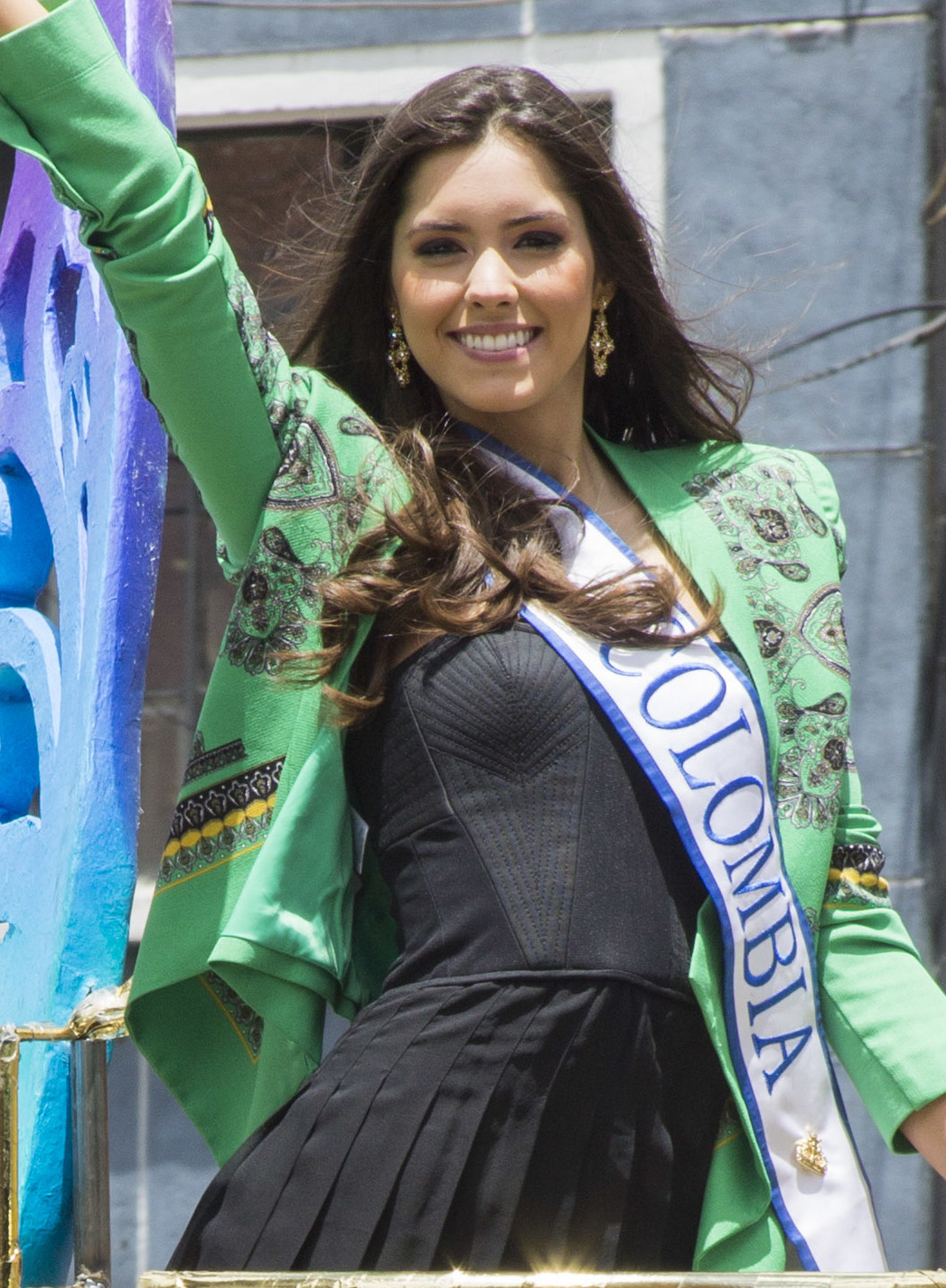
Мисс Вселенная 2014 Паулина Вега, Колумбия
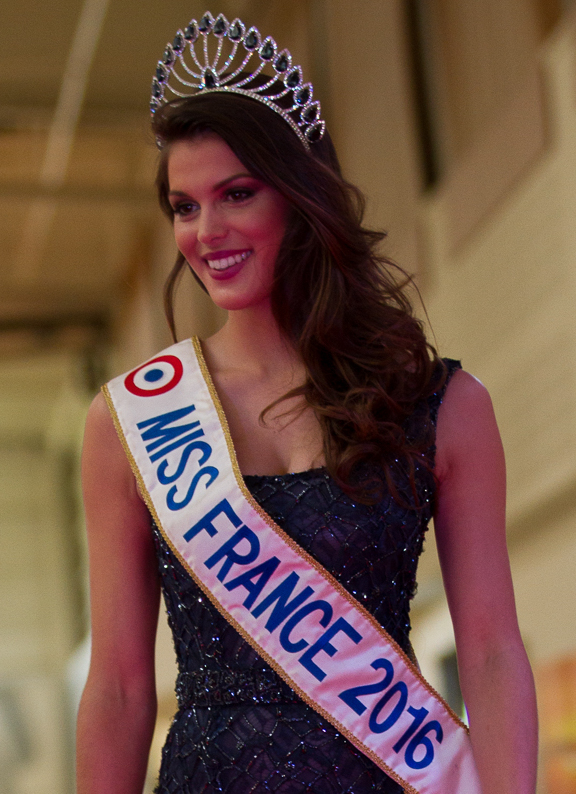
Мисс Вселенная 2016 Ирис Миттенар, Франция

## Представительницы России на конкурсе

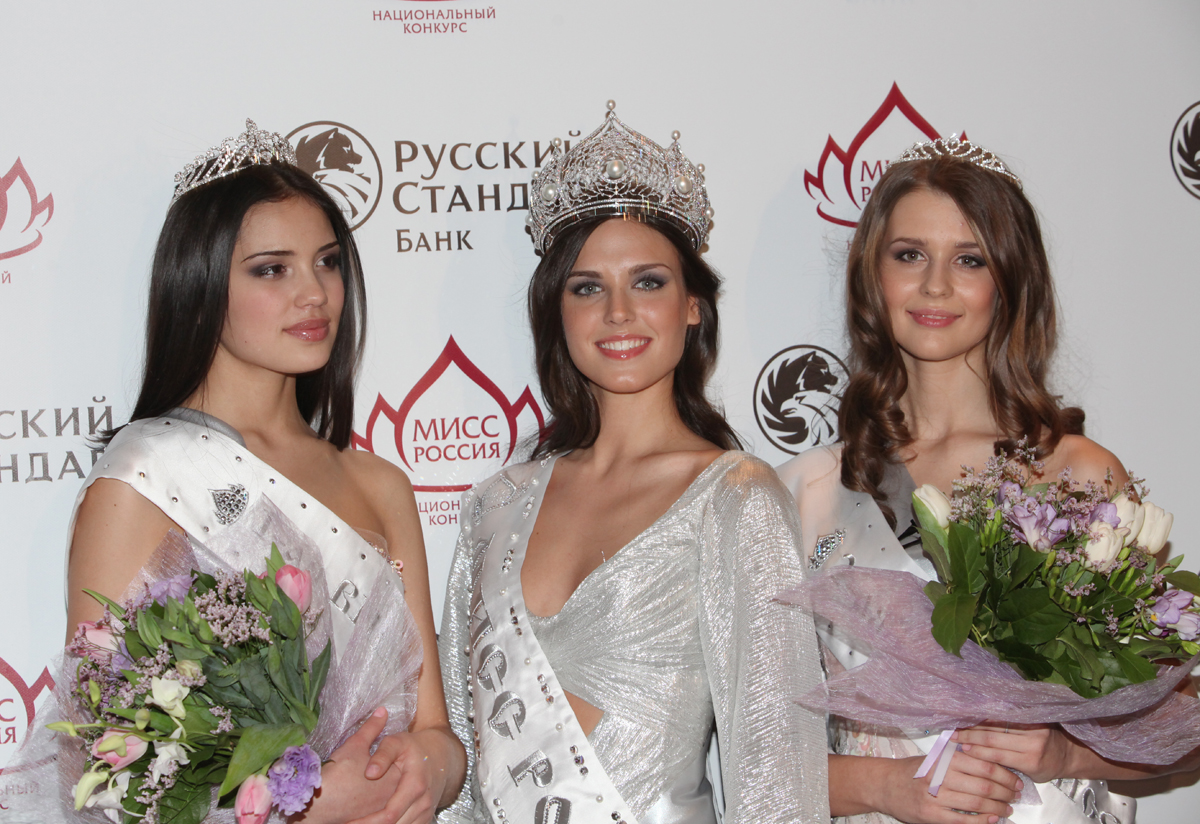
Ирина Антоненко (в центре) — представительница России на конкурсе Мисс Вселенная 2010 и Ирина Шарипова — представительница России на конкурсе Мисс Мира 2010

| Год  | Титул                     | Участница            | Результат                         |
| ---- | ------------------------- | -------------------- | --------------------------------- |
| 2024 | Мисс Россия               | Валентина Алексеева  | Топ 12                            |
| 2023 | Мисс Россия               | Маргарита Голубева   | без места                         |
| 2022 | Мисс Россия               | Анна Линникова       | без места                         |
| 2021 | 2-я Вице-Мисс России      | Ралина Арабова       | без места                         |
| 2020 | Мисс Россия               | Алина Санько         | без места                         |
| 2018 | Мисс Россия               | Юлия Полячихина      | без места                         |
| 2017 | 1-я Вице-Мисс России      | Ксения Александрова  | без места                         |
| 2016 | 1-я Вице-Мисс России      | Юлиана Королькова    | без места                         |
| 2015 | 1-я Вице-Мисс России      | Владислава Евтушенко | без места                         |
| 2014 | Мисс Россия               | Юлия Алипова         | без места                         |
| 2013 | Мисс Россия               | Эльмира Абдразакова  | 3-е место за Национальный костюм  |
| 2012 | Мисс Россия               | Елизавета Голованова | Топ 10                            |
| 2011 | Мисс Россия               | Наталья Гантимурова  | без места                         |
| 2010 | Мисс Россия               | Ирина Антоненко      | Топ 15                            |
| 2009 | Мисс Россия               | София Рудьева        | без места                         |
| 2008 | 2-я вице-мисс Россия-2007 | Вера Красова         | 3-я Вице-Мисс                     |
| 2007 | Мисс Россия               | Татьяна Котова       | без места                         |
| 2006 | Мисс Вселенная Россия     | Анна Литвинова       | Топ 20                            |
| 2005 | Мисс Вселенная Россия     | Наталья Николаева    | без места                         |
| 2004 | Мисс Вселенная Россия     | Ксения Кустова       | без места                         |
| 2003 | 1-я вице-мисс Россия-2002 | Олеся Бондаренко     | без места                         |
| 2002 | Мисс Россия 2001          | Оксана Фёдорова      | Мисс Вселенная 2002               |
| 2001 | 1-я вице-мисс Россия-2001 | Оксана Каландырец    | Топ 10                            |
| 2000 | 1-я вице-мисс Россия-1999 | Светлана Горева      | без места                         |
| 1999 | Мисс Россия 1996          | Александра Петрова   | без места                         |
| 1998 | 1-я вице-Мисс Россия 1993 | Анна Малова          | Топ 10                            |
| 1997 | Мисс Россия 1993          | Анна Байчик          | без места                         |
| 1996 | Мисс СССР 1991            | Ильмира Шамсутдинова | Топ 6, Лучший Национальный Костюм |
| 1995 |                           | Юлия Алексеева       | без места                         |
| 1994 |                           | Инна Зобова (дебют)  | 3-е место за Национальный Костюм  |

## Примечание
1. ↑  Katrina Angco. How PH became the top beauty pageant country in the world. ABS-CBN News (14 декабря 2017). Дата обращения: 21 июля 2018. Архивировано 21 июля 2018 года.
2. ↑  Rappler.com. Ariska Putri Pertiwi dinobatkan sebagai Miss Grand Slam 2017 (4 сентября 2017). Дата обращения: 21 июля 2018. Архивировано 21 июля 2018 года.
3. ↑  В конкурсе "Мисс Вселенная" впервые примет участие девушка-трансгендер. РИА Новости. 4 июля 2018. Архивировано 4 июля 2018. Дата обращения: 4 июля 2018.